# Eisaku Sato

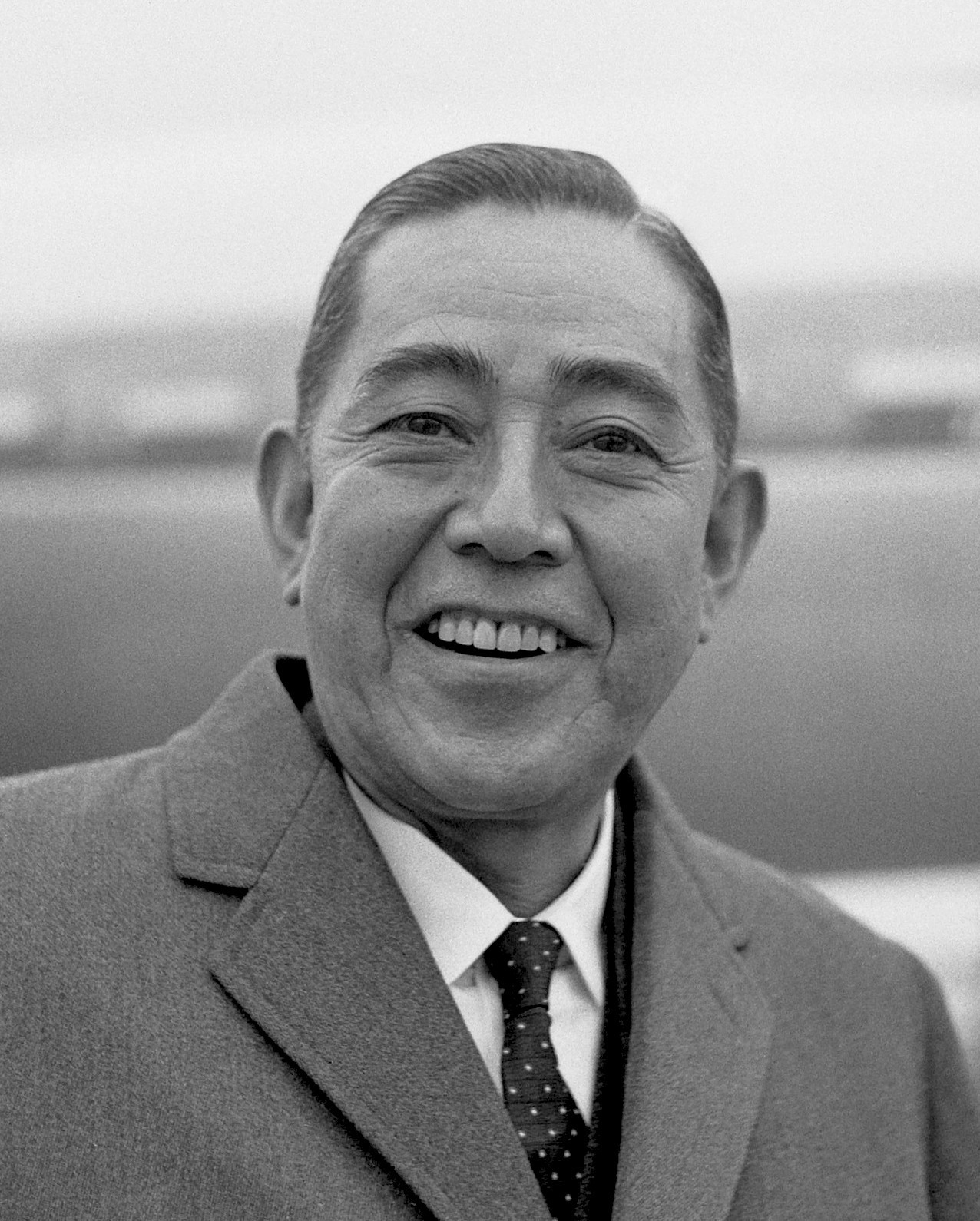
Eisaku Sato, 1960.

Eisaku Sato (佐藤榮作; Satō Eisaku), född 27 mars 1901 i Tabuse, Yamaguchi prefektur, död 3 juni 1975 i Tokyo, var en japansk politiker och den 61:a, 62:a och 63:e premiärministern i Japan. Han valdes första gången 9 november 1964, återvaldes 17 februari 1967 samt 14 januari 1970 och tjänstgjorde till den 7 juli 1972.
Han studerade juridik vid Tokyos universitet. Eisaku Sato erhöll Nobels fredspris 1974 tillsammans med Seán MacBride för Japans undertecknande av Icke-spridningsavtalet.